# 메탈그레이몬
메탈그레이몬(METALGREYMON, メタルグレイモン)은 디지털 몬스터에 나오는 가공의 생명체이며 완전체의 사이보그형 디지몬이다. 필살기는 인공지능 미사일 (기가 디스트로이어)다.

## 생김새
그레이몬이 진화한 형태. 몸의 절반 이상이 기계화되어 버린 사이보그형 최강디지몬. 수많은 싸움을 뚫고 그 몸을 기계화함으로써 살고 있다. 본모습으로 진화하기 위해서는 습격해오는 수많은 강적들을 쓰러뜨리고, 이겨 나가야 한다. 또 그의 공격력은 핵탄두 일발분에 필적한다고 한다. 필살기는 가슴 부분에 있는 해치에서 발사하는 기가 디스트로이어와 입에서 고열의 광선을 발사하는 지가 스톰이다.

## 진화과정
진화：깜몬→코로몬→아구몬→그레이몬→메탈그레이몬→워그레이몬